# Scotia (California)
Scotia es un lugar designado por el censo ubicado en el condado de Humboldt en el estado estadounidense de California. En el año 2010 tenía una población de 850 habitantes.

## Geografía
Scotia se encuentra ubicado en las coordenadas 40°28′44.36″N 124°6′6.54″O / 40.4789889, -124.1018167.